# Jaïro Riedewald
Jaïro Riedewald (* 9. září 1996 Haarlem) je nizozemský profesionální fotbalista, který hraje na pozici defensivního záložníka za anglický klub Crystal Palace FC. V roce 2015 odehrál také tři utkání v dresu nizozemské reprezentaci.

## Klubová kariéra
Profesionální fotbalovou kariéru zahájil v Ajaxu Amsterdam, klubu, ve kterém hrál i v mládežnických týmech.

## Reprezentační kariéra
Jaïro Riedewald byl členem nizozemských mládežnických výběrů od kategorie U15.
V nizozemském A-týmu debutoval 6. 9. 2015 pod trenérem Danny Blindem v kvalifikačním utkání na EURO 2016 v Konyi proti domácímu Turecku (porážka 0:3). Svůj druhý start si připsal 10. 10. 2015 v téže kvalifikaci v Astana Areně proti týmu Kazachstánu (výhra 2:1).